# Karnit Flug

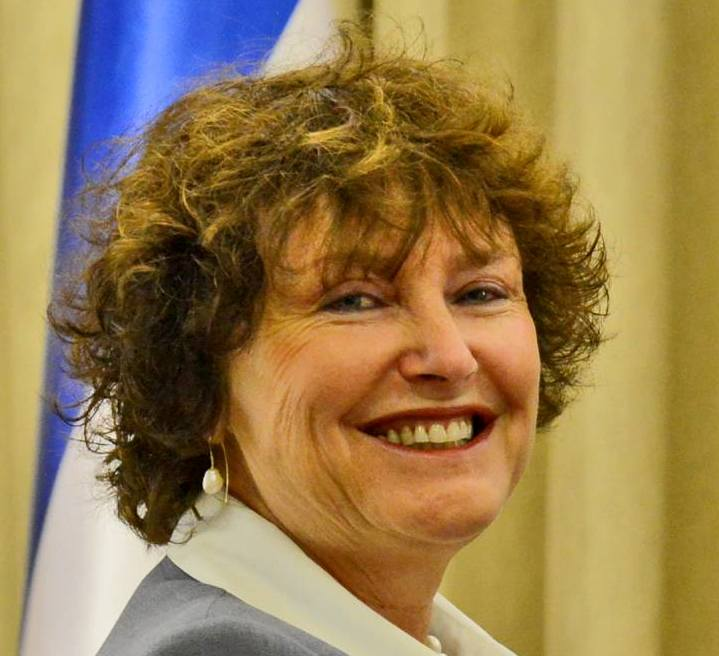
Karnit, primeira mulher governadora do Banco de Israel.

Karnit Flug (hebraico: קרנית פלוג, nascido 09 de janeiro de 1955) é um economista israelense, eo governador do Banco Central de Israel. Ela é a primeira mulher Governadora do Banco de Israel.